# حكيم باشا (مسلسل)
حكيم باشا هو مسلسل تلفزيوني مصري عُرض في رمضان 1446 هـ / مارس 2025م. 
تدور أحداثه حول أن "حكيم" يعمل في التنقيب عن الآثار وتجارتها، ثم يضع عمه كل أملاك العائلة في يده نظراً لذكائه ومساندته له في إدارة أعماله، ويصبح بذلك كبيرًا للعائلة ويُحكم السيطرة على أمورها، لكن سرعان ما يكثر أعداؤه، وتحيط به المؤامرات من كل اتجاه، حتى من أقرب الأقربين.

## طاقم العمل
- مصطفى شعبان في دور «حكيم»
- سهر الصايغ في دور «برنسة»
- رياض الخولي في دور «واصل»
- دينا فؤاد في دور «غزل»
- أحمد صيام في دور «حفني»
- محمد نجاتي في دور «بحر»
- منذر رياحنة في دور «سليم»
- محمود الشرقاوي في دور «الظابط عمر»
- محمد العمروسي في دور «خاطر»
- سلوى عثمان في دور «شوشة»
- أحمد فهيم في دور «غراب»
- سلوى خطاب في دور «جلالة»
- سارة نور في دور «زمن»
- عايدة فهمي في دور «عظيمة»
- هايدي رفعت في دور «قسمه»
- فتوح أحمد في دور «متعب»
- أحمد فؤاد سليم في دور «نوح»
- محمد عادل في دور «ياسين»
- هاجر الشرنوبي في دور «صفا»
- إنجي سلامة
- حازم إيهاب
- يارا قاسم في دور «لوما»
- أحمد عبدالله محمود في دور «شبل»
- أحمد بسيم في دور «عوف»
- نور بدر الدين في دور «شهاب»
- شيماء عباس في دور «عسل»
- محمود عفت في دور «عصفور»
- ماجدة منير في دور «خالة حزينة»
- أحمد صادق في دور «رضوان»
- رضا إدريس
- حمدي هيكل في دور «جارحي»
- منير مكرم في دور «شديد»

## وصلات خارجية
- حكيم باشا على موقع IMDb (الإنجليزية)
- حكيم باشا على موقع قاعدة بيانات الأفلام العربية
- حكيم باشا على موقع قاعدة بيانات الفيلم (الإنجليزية)